# 大川久男
大川 久男（おおかわ ひさお、1928年2月24日 - 2016年4月19日）は、日本の脚本家。神奈川県出身。

## 経歴
黒沢映画で知られる菊島隆三に師事。
2016年4月19日午後10時45分に呼吸不全の為、神奈川県川崎市の病院で死去（享年88歳）。

## 代表作

### テレビドラマ
- 1957年 -　「ダイヤル110番」
- 1959年 -　「地方紙を買う女」
- 1962年 -　「坂道の家」、「影の地帯」
- 1964年 -　「しろばんば」
- 1966年 -　「泣いてたまるか」、「渥美清の泣いてたまるか」
- 1967年 -　「平四郎危機一発」
- 1968年 -　「ドカンと一発!」、「フジ三太郎」
- 1969年 -　「オレとシャム猫」、「女殺し屋 花笠お竜」
- 1971年 -　「人形佐七捕物帳」
- 1973年 -　「伝七捕物帳」
- 1979年 -　「怒れ兄弟!」

### テレビアニメ
- 1972年 -　「小さなバイキング」
- 1973年 -　「山ねずみロッキーチャック」
- 1974年 -　「アルプスの少女ハイジ」
- 1975年 -　「少年徳川家康」、「一休さん」
- 1980年 -　「まんがことわざ事典」
- 1990年 -　「ふしぎの海のナディア」

### 映画
- 1959年 -　「月は地球を廻ってる」、「東京ロマンスウエイ」、「狂った脱獄」、「俺は淋しいんだ」
- 1960年 -　「飢えた牙」、「海から来た流れ者」、「渡り鳥いつまた帰る」、「海を渡る波止場の風」、「赤い夕陽の渡り鳥」
- 1961年 -　「進藤の社長シリーズ」
- 1962年 -　「東京丸の内」
- 1963年 -　「次郎長社長と石松社員 安来ぶし道中」、「わが恐喝の人生」
- 1964年 -　「姿なき拳銃魔」
- 1971年 -　「喜劇 夜光族」
- 1976年 -　「瀬戸はよいとこ 花嫁観光船」
- 1979年 -　「アルプスの少女ハイジ」